# Dorfstraße 2 (Sieversdorf)
Das Haus Dorfstraße 2 ist ein denkmalgeschütztes Gebäude im zur Gemeinde Sieversdorf-Hohenofen in Brandenburg gehörenden Ortsteil Sieversdorf.
Das Anwesen befindet sich auf der Ostseite der Dorfstraße an deren südlichen Ende in der Nähe der Einmündung auf die Hauptstraße. In der unmittelbaren Umgebung befinden sich weitere denkmalgeschützte Bauernhäuser.
Das zweigeschossige Bauernhaus entstand Ende des 18. Jahrhunderts in Fachwerkbauweise. Es ist mit Reet gedeckt, mit seinem Giebel zur Straße ausgerichtet und im Inneren quergeteilt mit Abseite.